# Ignacio Pedro XVI Batanian
Ignacio Pedro XVI Batanian (en armenio: Իգնատիոս Պետրոս ԺԶ Պաթանեան, Iknadios Bedros Batanian, también conocido en francés como Ignace-Pierre Batanian) (Mardin, Imperio otomano, 15 de febrero de 1899-Bzommar, Líbano, 9 de octubre de 1979) fue un religioso armenio, patriarca (Catholicós) de Cilicia y primado de la Iglesia católica armenia. 

## Biografía
Nació en Mardin, Irak, por aquel entonces perteneciente al Imperio otomano. Su nombre de nacimiento era Louis Batanian. Fue ordenado sacerdote en 1921, y consagrado obispo el 29 de octubre de 1933, como obispo de Mardin de los armenios (1933-1940) y arzobispo titular de Gabula (1940-1952). Más tarde fue asignado arzobispo de Alepo en Siria (1952-1959) y arzobispo titular de Colonia in Armenia (1959-1962).
Llegó a ser obispo auxiliar de Cilicia de los Armenios (en el Líbano, sede del patriarcado) el 24 de abril de 1959, para ayudar al cardenal Gregorio Pedro XV Agagianian, hasta el 4 de septiembre de 1962, cuando fue elegido como patriarca (catholicós) de los armenios católicos.
Su mandato oficial como patriarca fue del 15 de noviembre de 1962 hasta el 22 de abril de 1976, cuando renunció a causa de su avanzada edad. Construyó el nuevo convento de Bzommar y el orfanato armenio católico de Ainjar, Líbano. Participó en el Concilio Vaticano II. También fue testigo como patriarca de los dos primeros años muy difíciles de la guerra civil libanesa. Murió el 9 de octubre de 1979 a la edad de 80 años. 
| Predecesor: Gregorio Pedro XV Agagianian | Patriarca de Cilicia de los Armenios 1962-1976 | Sucesor: Hemaiag Pedro XVII Ghedighian |